# 크리스천 B. 앤핀선
크리스천 보에머 앤핀선 주니어(영어: Christian Boehmer Anfinsen, Jr., 1916년 3월 26일 ~ 1995년 5월 14일)는 미국의 생화학자이다. 1972년에 리보뉴클레이스 분해효소의 연구, 특히 아미노산 배열과 생물학적 활성 구조의 관계에 관한 연구로 스탠퍼드 무어, 윌리엄 하워드 스타인과 함께 노벨 화학상을 수상하였다.

## 수상 경력
- 1972년 : 노벨 화학상

## 참고 문헌
- The Molecular Basis of Evolution (1959년)
- Advances In Protein Chemistry (1980년)